# 凡村 (卢瓦-谢尔省)
凡村（法語：Feings，法語發音：[fɛ̃]）是法国卢瓦-谢尔省的一个旧市镇，属于布卢瓦区。2019年，凡村与临近的4个市镇合并为新市镇索洛涅地区勒孔特鲁瓦。

## 地理
凡村（47°26'16"N, 1°21'10"E）面积16.52 平方千米，位于法国中央-卢瓦尔河谷大区卢瓦-谢尔省，该省份为法国中北部省份，北起厄尔-卢瓦省，东北接卢瓦雷省，东南接谢尔省，南至安德尔省，西南接安德尔-卢瓦尔省，西北接萨尔特省。
与凡村接壤的市镇（或旧市镇、城区）包括：希特奈、孔特尔、科尔默赖、比耶夫尔河畔富热尔、弗雷讷、特奈。

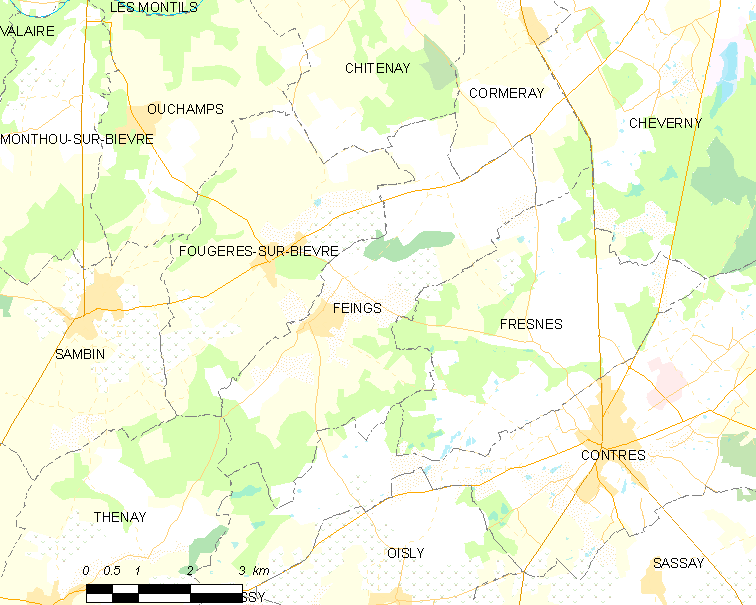
的OSM定位图

凡村的时区为UTC+01:00、UTC+02:00（夏令时）。

## 行政
凡村的邮政编码为41120，INSEE市镇编码为41082。

## 政治
凡村所属的省级选区为布卢瓦第三县。

## 人口

1962-2008年间人口变化图示

凡村于2018年1月1日时的人口数量为717人。